# Barstoviano

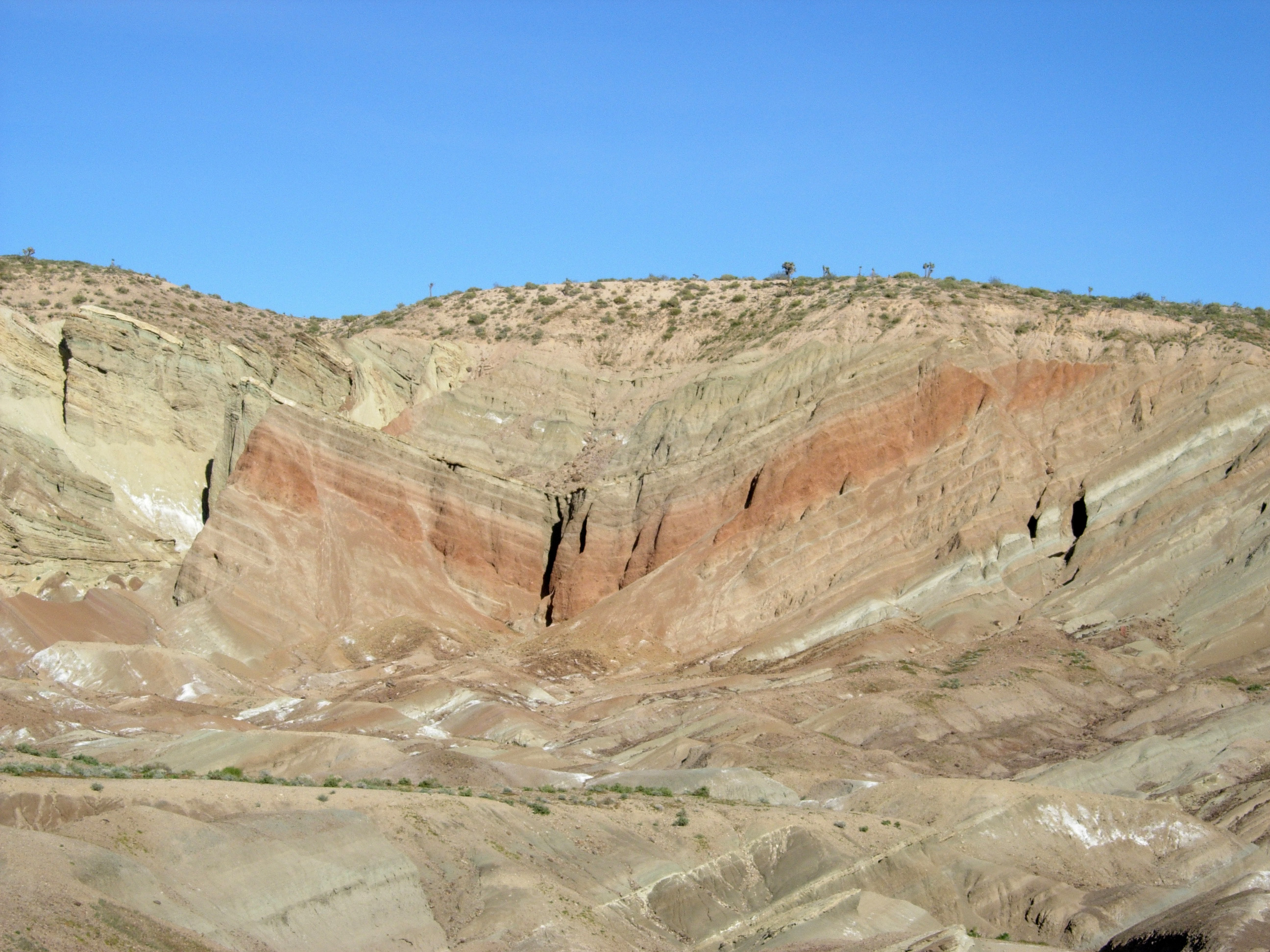
Sinclinal en la formación Barstow (Barstoviano) en Rainbow Basin cerca de Barstow, California.

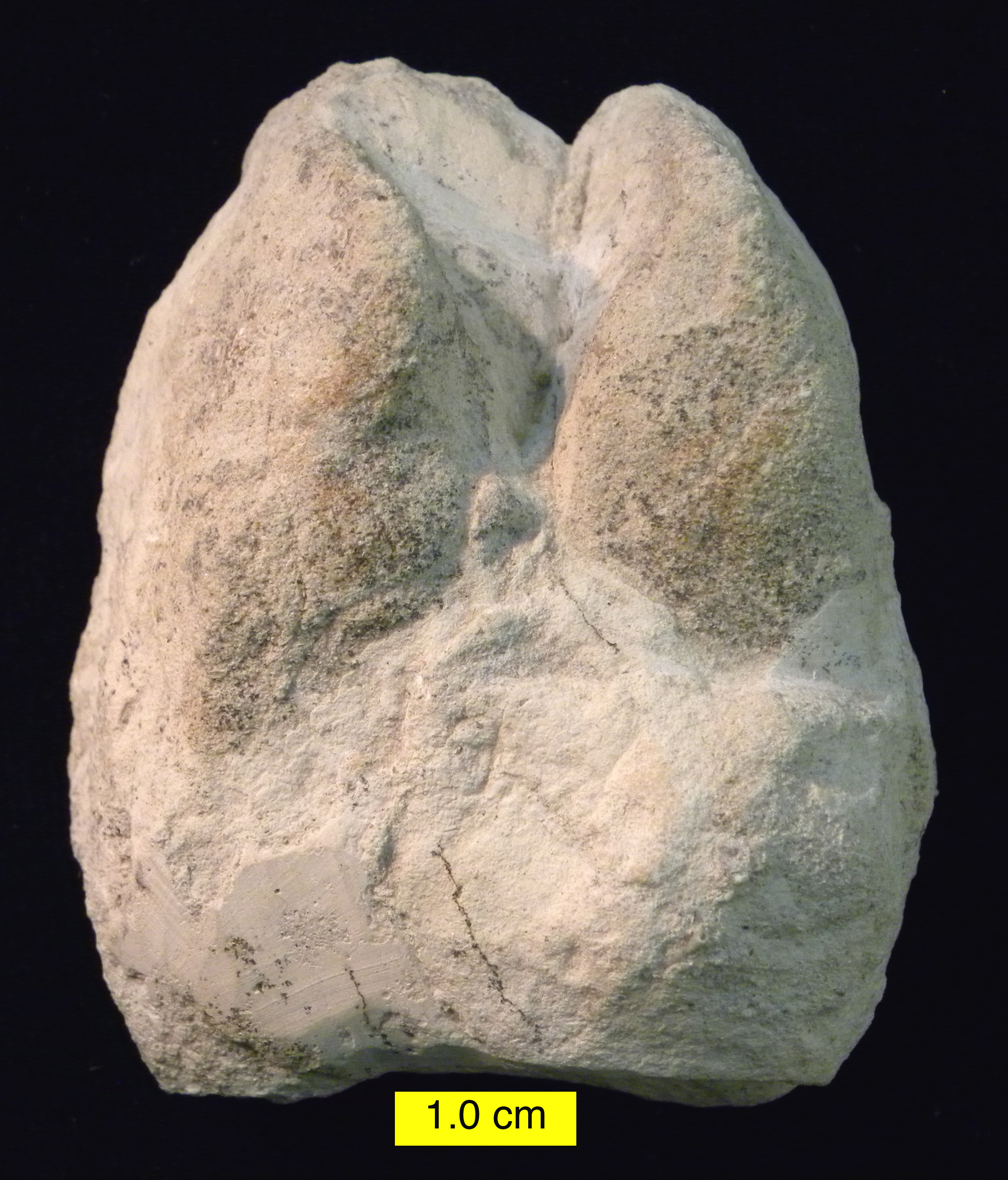
Huella de cameloide (Lamaichnum alfi Sarjeant y Reynolds, 1999; hiporelieve convexo) de la Formación Barstow (Barstoviano) de Rainbow Basin, California.

La etapa norteamericana del Barstoviano en la escala de tiempo geológico es la etapa de la fauna de América del Norte según la cronología de las edades de los mamíferos terrestres de América del Norte (NALMA), generalmente establecida entre 16 300 000 y 13 600 000 años AP, un período de 2,7 millones de años. Generalmente se considera que se superpone a las etapas de Langhiense y Serravalliense del Mioceno Medio. El Barstoviano es precedido por el Hemingfordiano y seguido por la etapa Clarendoniano (NALMA).
El Barstoviano se puede dividir a su vez en las subetapas de:
- Barstoviano tardío tardío: Fuente del límite inferior de la base del Langhiense (aproximada)
- Barstoviano tardío temprano: Base del Langhiense (aproximado)
- Barstoviano temprano / inferior: fuente del límite superior: base de Clarendoniano (aproximado)

## Correlaciones
El Barstoviano (15.97 a 13.6 Ma) se correlaciona con:
- SALMA
  - Colloncurense (15,5-13,8 Ma)
  - El primer Laventense (13,8-11,8 Ma)
- ELMA - Astraciano
- Unidades de mamíferos neógenos
  - Zona MN 5 (15.97-13.65 Ma)
- CPS
  - Más antiguo de Badense (13,65-12,7 Ma)
- Estratigrafía de Nueva Zelanda - Época de Tierra del sur (15.9-10.92 Ma)
  - Clifdeniano (15.9-13.65 Ma)
  - Lilburniano más antiguo (13,65-12,7 Ma)
- NMAC
  - Shanguangiano (16,9-13,65 Ma)
  - Primer Tunguriano (13,65-11,1 Ma)